# سیکامور (آلاباما)
سیکامور (به انگلیسی: Sycamore) یک منطقهٔ مسکونی در ایالات متحده آمریکا است که در شهرستان تالادیگا، آلاباما واقع شده‌است. سیکامور ۱۶۴٫۹ متر بالاتر از سطح دریا واقع شده‌است.